# Copy Control
Copy Control jest nazwą systemu ochronnego, używanego od 2001 roku, przez EMI oraz Sony BMG w poszczególnych miejscach (Europa, Kanada, Stany Zjednoczone i Australia). System ten zabezpiecza dyski CD przed próbami ich kopiowania.